# スコティッシュ・カラリスト
スコティッシュ・カラリスト（Scottish Colourists）は、20世紀初めの4人のスコットランドの画家、フランシス・カデル、ジョン・ダンカン・ファーガソン、レスリー・ハンター、サミュエル・ペプローのグループを称する。かれらの「ポスト印象派」のスタイルの作品は、同時代のスコットランドの美術や文化に影響を与えた。

## 概要
4人の作品のスタイルに共通性があり、この言葉は美術史家マクシミリアン(Duncan Macmillan)によれば、1915年はじめに美術雑誌「The Studio」で最初に使われたとされ、美術評論家でグラスゴー美術館長のハニマン(T J Honeyman)は1950年に書籍「Three Scottish Colourists 」を出版している。
4人の画家が初めて同じ展覧会に出展したのは1924年のパリの Galerie Barbazangesで開かれた‘Les Peintres de l'Ecosse Moderne’という展覧会で、翌年4人の画家はロンドンのLeicester Gallery.で共同展を開いた。
スコティッシュ・カラリストとされる画家たちはフランスで学び、印象派の画家たちの作品やフォーヴィズムの作品を学んだ。クロード・モネやアンリ・マティス、ポール・セザンヌといった画家に影響を受けた。この流れのさきがけとなったのは「印象派」「ポスト印象派」に影響を受けたスコットランドの風景画家、ウィリアム・マクタガート(William McTaggart:1835–1910)とされる。
スコティシュ・カラリストたちのなかで指導的立場であったのはサミュエル・ペプローとされスコットランドの伝統的な絵画のスタイルに大胆な色使いを持ち込んだ。描かれた対象は保守的なもので、風景画や室内画、おしゃれな人物画が描かれた。彼らの活動期には国際的な評価を受けていたが、その後の流行遅れとみなされたが、1980年代になって再評価された。

## メンバーとされる画家と作品例

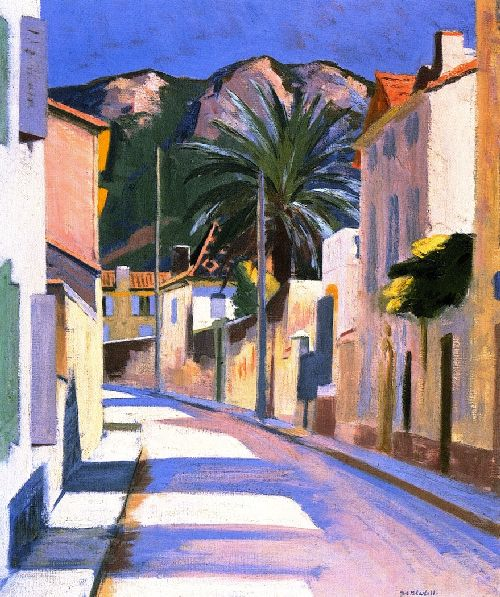
(画)フランシス・カデル Cassis (C.1914)
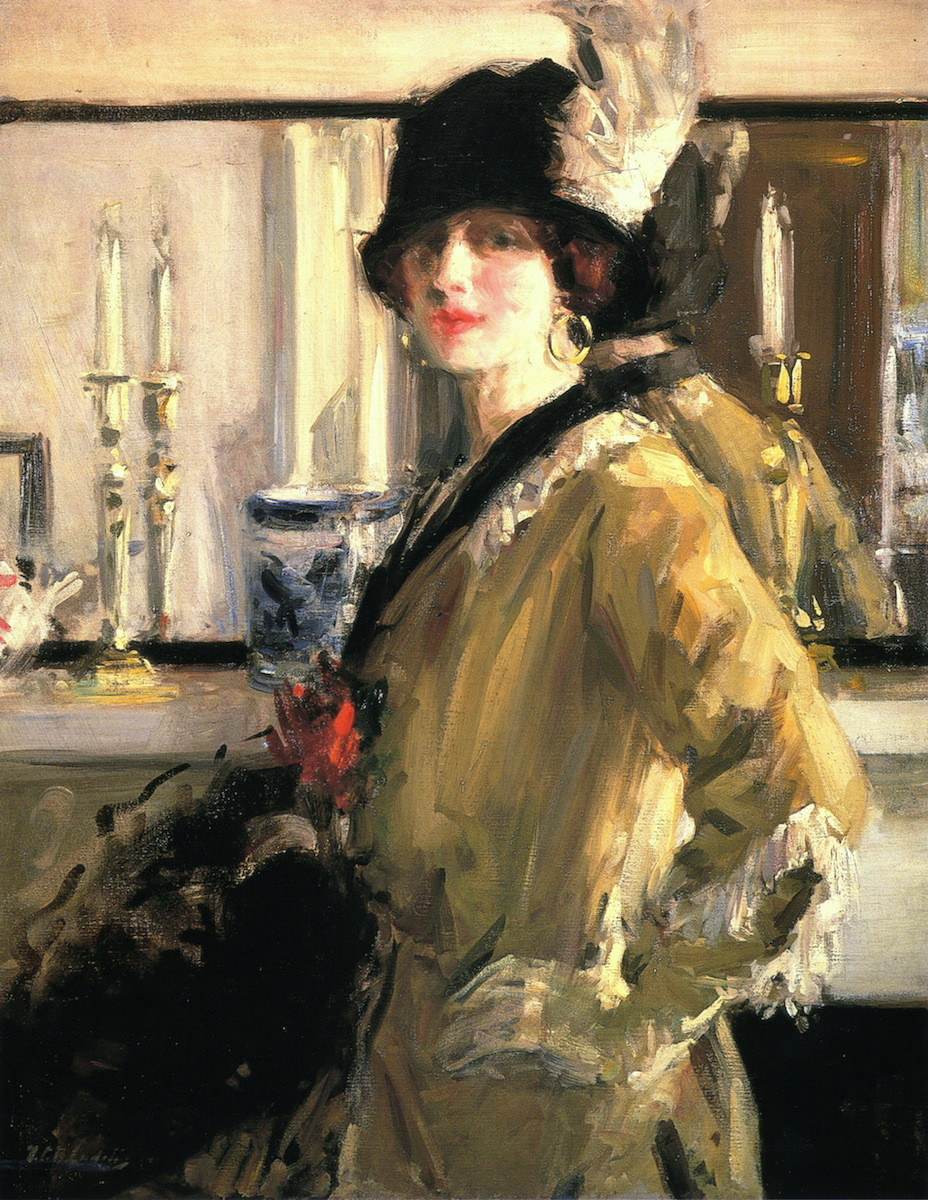
(画)フランシス・カデル clack hat (1914)
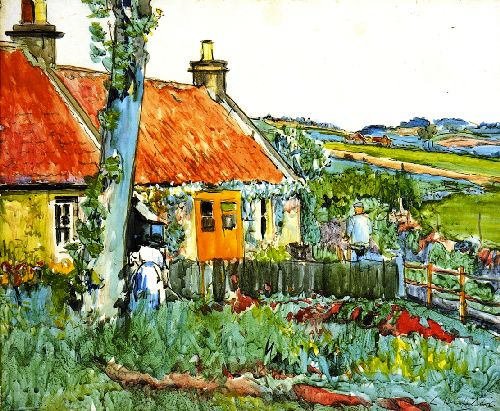
(画)レスリー・ハンター Cottage near Largo (1920)
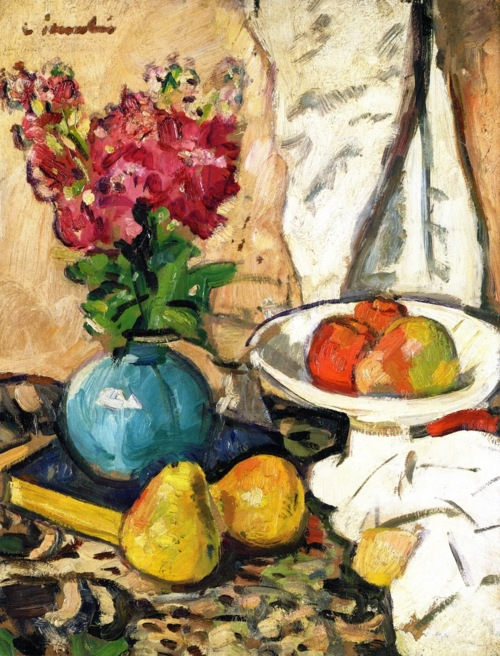
(画)レスリー・ハンター 静物画 (1879)
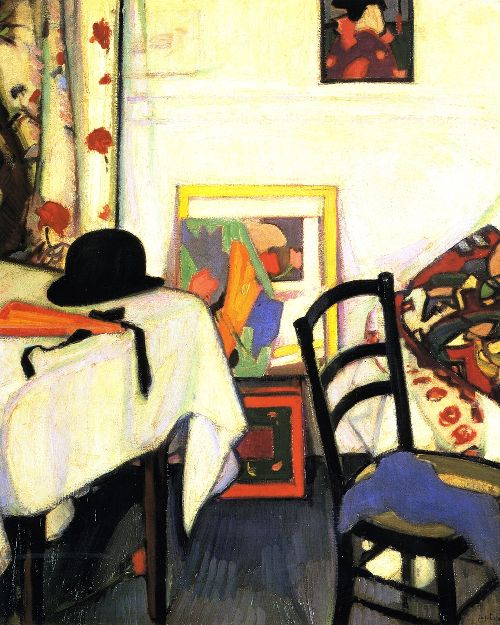
(画)サミュエル・ペプロー Interior with Japanese Print (1879)
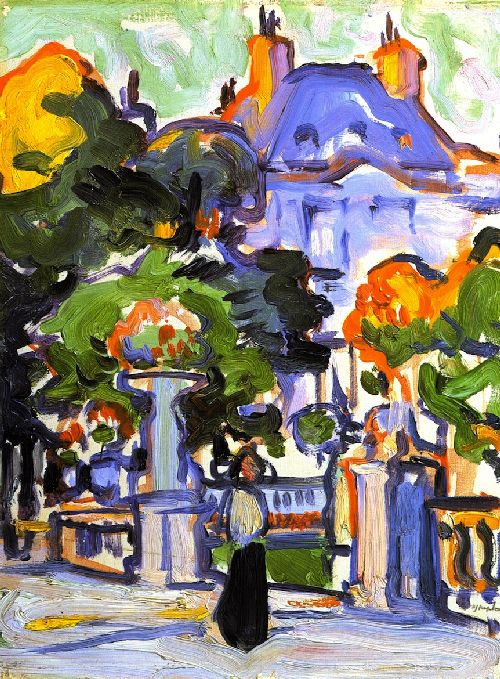
(画)サミュエル・ペプロー Luxembourg Gardens (c.1910)